# Der blaue Reiter (Zeitschrift)
Der blaue Reiter (Eigenschreibweise: der blaue reiter) ist ein populärwissenschaftliches Journal für Philosophie mit Sitz in Hannover. Das Journal erscheint halbjährlich, im Frühjahr und im Herbst. Jede Ausgabe wird von einem zeitgenössischen Künstler thematisch begleitet und illustriert. Chefredakteur des Blauen Reiters ist Siegfried Reusch.

## Konzept
Der blaue Reiter ist gemäß Eigenaussagen keine reine philosophische Fachzeitschrift, sondern ziele darauf, Philosophie auf einem wissenschaftlichen und dennoch für Laien verständlichen, auch optisch ansprechenden Niveau zu präsentieren.
Jedes Heft steht unter einem Leitthema („Wahrheit“, „Freundschaft“, „Luxus“ etc.), welches eine gewisse Aktualität oder eine gesellschaftliche beziehungsweise wissenschaftliche Relevanz für die Gegenwart besitzt. Vertieft wird das Hauptthema durch verschiedene Darstellungsformen (Hauptartikel, kürzere Essays, Lexikoneinträge, Rezensionen etc.). Dabei werden sowohl historische Perspektiven der begriffs- bzw. ideengeschichtlichen Genese (Entstehung) als auch systematische Perspektiven der jeweiligen Themen in den einzelnen Beiträgen untersucht. Die Verbindung von Lesbarkeit und fundierter Sachlichkeit mit einem möglichst hohen Unterhaltungswert ist die Leitmaxime des Journals. Fremdsprachliche Zitate werden übersetzt, Fachbegriffe erklärt, Schlüsselbegriffe in gesonderten Layoutelementen erläutert. Vorangestellt wird jeder Ausgabe jeweils ein zweiseitiges Editorial von Siegfried Reusch, das einen kurzen Überblick über die im Heft bereit gestellten Artikel bietet.

## Entstehung
Aus der Idee, eine allgemein verständliche Philosophiezeitschrift ins Leben zu rufen, entstand zunächst 1995 der omega verlag. 2009 wurde  der Verlag im Zuge der Umsiedlung von Ulm nach Aachen umbenannt in der blaue reiter. Verlag für Philosophie. Mit der Künstlergruppe „Der Blaue Reiter“ um Franz Marc und Wassily Kandinski haben das philosophische Journal sowie sein Verlag die Farb- und Bildmetaphorik gemeinsam. 

## Publikum
Das Journal spricht neben Philosophen vorwiegend eine allgemein gebildete, philosophisch und gesellschaftlich interessierte Leserschaft von Nicht-Berufsphilosophen wie auch Wissenschaftler aller anderen Fachgebiete an.

## Kunst
In jeder Ausgabe werden verschiedene Arbeiten eines zeitgenössischen Künstlers abgedruckt, die das Heftthema im Zusammenspiel von Philosophie und Kunst erkunden. Bisher haben u. a. Silvia Bächli, Winfried Baumann, Wolfgang Mattheuer und Rune Mields eine künstlerische Heftgestaltung unternommen.

## Redaktion
Die Redaktion des Blauen Reiters besteht aus Geisteswissenschaftlern, die den akademischen Fachgebieten der Philosophie und der Literaturwissenschaft angehören. Momentan (Stand März 2017) gehören der Redaktion an: Thomas Bach, Ralf Becker, Klaus Erlach, Stefan Gammel, Klaus Giel, Udo Grün, Jutta Heinz, Manfred Matheis, Otto-Peter Obermeier, Anna Pegam, Siegfried Reusch, Elke Uhl, Jan Urbich, Monika Urbich, Rüdiger Vaas, Robert Zimmer, Thomas Zoglauer.

## Einzelveröffentlichung der Lexikonbeiträge
Im September 2016 erschienen im J. B. Metzler Verlag (Stuttgart) Sammelbände mit Lexikonbeiträgen des Journals der blaue reiter aus den vergangenen 20 Jahren
- “Dr. B. Reiters Lexikon des philosophischen Alltags”
  - Band 1: “Krisengebiete”, ISBN 978-3-476-02687-3
  - Band 2: “Übersinnliches”, ISBN 978-3-476-02688-0
  - Band 3: “Wesen”, ISBN 978-3-476-02689-7
  - Band 4: “Zustände”, ISBN 978-3-476-02690-3

## Pressestimmen
“…eine der bemerkenswertesten Philosophiezeitschriften… So anspruchsvoll wie nötig, so verständlich wie nötig. Möge uns solcher Luxus zum Nutzen der Philosophie erhalten bleiben.” – SWR2 “Am Samstagnachmittag”, 18. April 2015
“Vieles lässt sich der flotten, anderes der hochakademischen Seite zurechnen, die Gutes will, aber nicht griffig schreiben kann. In der goldenen Mitte bewegt sich das Journal für Philosophie der blaue reiter. Das zweimal im Jahr erscheinende Heft ist auch insofern philosophisch, als es eine idealistische Haltung hat: Autoren, Künstler (verantwortlich für die gelungene Gestaltung), Redakteure und Herausgeber arbeiten ohne Honorar.” – Mannheimer Morgen, 21. September 2009
“Seit 1995 konnte die Redaktion namhafte Autoren aus den verschiedensten geistes- und kulturwissenschaftlichen Disziplinen gewinnen. Zum Beispiel Peter Sloterdijk, Vittorio Hösle, Jürgen Mittelstraß, Jan Assmann sowie Altkanzler Helmut Schmidt. Eine Hauptaufgabe der Philosophie ist die Begründung und das bestätigte Hinterfragen der Aufgaben und Grundlagen von Wissenschaft und Gesellschaft. Dieser Aufgabe versucht auch das Journal, auf allgemeinverständliche und konstruktiv-kritische Weise nachzukommen – und das gelingt der Zeitschrift auch ausgesprochen gut, ohne dabei ins Populärwissenschaftliche abzudriften.” – Eulenfisch Literatur, 2/2009